# Flavia Wasserfallen
Flavia Wasserfallen (nacida el 7 de febrero de 1979, Berna ) es una política suiza del Partido Socialdemócrata (SP) y miembro del Consejo Nacional de Suiza.

## Educación
Se crio en Hinterkappelen y, tras graduarse en el Gymnasium en 1998, se convirtió en profesora de snowboard en 1999. En 2000 se matriculó en la Universidad de Berna para estudiar ciencias políticas. Realizó un semestre de intercambio en la Universidad de Bolonia dentro del Programa Erasmus y completó sus estudios con una licentiatura en 2007.

## Carrera profesional
Fue profesora de Snowboard entre 1999 y 2008 y entre 2006 y 2012 trabajó en el Ministerio de Energía de Suiza. En 2010 fundió con otros un servicio local, que distribuye verduras ecológicas en la ciudad de Berna. A esto ella atribuye el hecho de que mantiene un contacto con los trabajadores de pequeñas empresas. 

## Carrera política
Entre 2012 y 2018 Flavia Wasserfallen fue miembro del Gran Consejo de Berna y co-secretaria del SP. Sucedió a Evi Alleman (que fue elegida miembro del consejo ejecutivo de Berna) en el Consejo Nacional en junio de 2018.  Después de que Simonetta Sommaruga anunciara su dimisión del Consejo Federal en noviembre de 2022, se la consideró una candidata potencial, pero se negó, alegando su prevista candidatura al Consejo de los Estados en las elecciones 2023. En el octubre de 2023, Flavia Wasserfallen fur electa para el Consejo de Estados con el mejor resultado.

### Puntos de vista políticos
Flavia Wasserfallen aboga por la igualdad salarial y una atención médica asequible.También aboga por mejores condiciones laborales en relación con los pacientes y es presidenta de la Asociación de Consejería de Madres y Padres. En septiembre de 2020, fue cofundadora del FC Helvetia, el equipo de fútbol femenino del Parlamento suizo. En noviembre de 2022, Wasserfallen se cortó el pelo en solidaridad con las mujeres de Irán que protestaban contra el gobierno de Irán tras la muerte de Mahsa Amini.

## Vida personal
Flavia Wasserfallen está casada, es madre tres hijos, y tiene su ciudadanía municipal en Langnau im Emmental y Ferenbalm.